# Xue Long
Le MV Xue Long [en chinois : 雪龙] est un brise-glace et navire de recherche chinois.
Le MV Xue Long a été construit par les chantiers navals de Kherson, en Ukraine. Il a été achevé le 25 mars 1993. Il est construit sur le même modèle que le Vasiliy Golovnin.

## Le navire
Le Xue Long est un navire brise-glace basé sur la conception des navires de la «classe Vitus Bering» et adapté selon les requis des autorités chinoises. Il a été construit sur les chantiers de Kherson en Ukraine. Ce navire est le plus grand navire de recherche polaire chinois et capable de casser une épaisseur d'1,2 m de glace à une vitesse de 1,5 noeuds. Il a été baptisé Xue Long, avec Xue signifiant «glace ou neige »et Long signifiant «dragon» et donc son nom signifie «dragon des neiges».

## Expéditions en Antarctique
Le MV Xue Long effectue sa toute première mission de recherche vers l'Antarctique en octobre 1994.

## Expéditions dans l'Arctique
La première expédition du MV Xue Long dans l'océan Arctique a lieu du 1er juillet au 9 septembre 1999. À cette occasion, il a parcouru 14 000 milles nautiques, soit environ 26 000 kilomètres. Il a alors voyagé sur la Mer de Béring et celle de Chukchi.
Le MV Xue Long est connu pour son arrivée inattendue dans le petit village côtier canadien de Tuktoyaktuk. Le navire, qui avait reçu l'aide des services météorologiques canadiens, pensait qu'il y était attendu. Les circonstances qui ont conduit les autorités canadiennes à perdre la trace du navire sont citées en 2007 encore comme preuve de l'impréparation canadienne à défendre la souveraineté de ses territoires arctiques.
Une deuxième expédition dans l'Arctique a lieu entre le 15 juillet et le 26 septembre 2003. Lors de cette expédition, les chercheurs ont effectué des prélèvements qui ont abouti à la caractérisation de l'espèce de bactérie Colwellia chukchiensis.
Le Xue Long entreprend une troisième expédition dans l'Arctique durant l'été 2008. Le bateau, parti de Shanghai au début du mois d'août, doit conduire des recherches en mer des Tchouktches.
À partir de 2010, le Xue Long opère des sondages dans l'arctique à l'aide de robot submersibles sans pilote à bord. La traversée de l'Arctique par le navire a marqué le fait que la route de l'Arctique était ouverte pour les Chinois. En janvier 2014, le Xue Long a été utilisé aussi pour tester les capacités du système de satellites Beidou et notamment lors de la tentative du navire chinois pour secourir le navire polaire russe Akademik Chokalski. Un satellite militaire chinois, faisant partie de ce système BeiDou a été utilisé pour guider le Xue Long à travers les glaces. Pendant l'été austral de 2015, le Xue Long a effectué des recherches pour cartographier les eaux de l'Arctique.
La sixième expédition de la Recherche Nationale Arctique Chinoise effectuée avec le Xue Long en Mer de Béring, a permis la découverte d'une nouvelle espèce de bactérie nommée Colwellia beringensis.
En juillet 2016, le Xue Long entame sa septième expédition de recherche arctique.
En septembre 2017, le Xue Long entame un tour de l'Arctique et accomplit une traversée de 2 293 milles nautiques en prenant la route sud et en passant par le détroit de Davis, la baie de Baffin, les détroits de Lancaster, de Peel et de Victoria avant de passer par la baie d'Amundsen pour rejoindre la Mer de Beaufort.
Le 26 septembre 2018, le navire achève sa neuvième mission de recherche arctique en rentrant à Shanghai après 69 jours de navigation.

## Personnalités
Jusqu'en 2014, Wei Winliang est secrétaire du Parti au Polar Research Institute of China (PRIC) et capitaine du Xue Long.

### Source
- (en) Cet article est partiellement ou en totalité issu de l’article de Wikipédia en anglais intitulé « MV Xue Long » (voir la liste des auteurs).
- (en) Anne-Marie Brady, China as a Polar Great Power, Cambridge University Press, 2017 (ISBN 9781316844670)
- (en) Qin Dahe (trad. Lian Zheyu), 冰上丝绸之路：英文 [« Silk Road on Ice: English »], Pékin, Beijing Book Co. Inc.,‎ 2021 (ISBN 9787119128672), « Xue Long Transiting the Arctic Central Passage for the First Time »